# Glypta masoni
Glypta masoni är en stekelart som beskrevs av Dasch 1988. Glypta masoni ingår i släktet Glypta och familjen brokparasitsteklar. Inga underarter finns listade i Catalogue of Life.